# Scary Movie 3
Scary Movie 3 är en amerikansk komedifilm från 2003 i regi av David Zucker
Filmen är en uppföljare till Scary Movie (2000) och Scary Movie 2 (2001). Den fick i sin tur en uppföljare; Scary Movie 4 (2006). Liksom övriga filmer i serien parodiera filmen kända filmer och i synnerhet skräckfilmer. De filmer som framförallt parodieras i Scary Movie 3 är The Ring, 8 Mile och Signs. Filmen parodierar även The Texas Chainsaw Massacre då den mystiska flickan får tag på en motorsåg och imiterar Leatherface genom att skaka den ovanför huvudet.

## Handling
Liksom i sina föregångare får man återigen följa Cindy Campbell som numera är journalist. Hon och hennes nyvunna vänner råkar ut för många märkliga händelser exempelvis konstiga cirklar ute på fälten och mördarvideoband. Cindy måste nu ta reda på sanningen bakom alla märkliga händelser.

## Rollista
- Anna Faris - Cindy Campbell
- Charlie Sheen - Tom Logan
- Simon Rex - George Logan
- Jeremy Piven - Ross Giggins
- Drew Mikuska - Cody
- Pamela Anderson - Becca
- Jenny McCarthy - Kate
- Leslie Nielsen - president Harris
- D.L. Hughley - John Wilson
- Queen Latifah - moster/faster Shaneequa
- Eddie Griffin - Orpheus
- Denise Richards - Annie Logan
- George Carlin - arkitekten från "The Matrix"
- Simon Cowell - sig själv
- Method Man - sig själv
- U-God - sig själv